# Castello di Buccione
Il castello di Buccione noto anche come torre di Buccione sorge sulla sommità di un colle, al confine fra i territori di Orta San Giulio e di Gozzano, all'estremità sud orientale del lago d'Orta. La fortezza, come il colle sul quale sorge, prende il nome da Buccione, la vicina frazione di Gozzano, situata all'estremità meridionale del lago.
Il castello, simbolo dell'indipendenza della Riviera di San Giulio, sorge in una posizione molto forte, che permette di dominare il lago e tutta la pianura novarese (è visibile la chiesa di San Gaudenzio della stessa Novara).

## L'edificio
Comunemente noto col nome di "torre di Buccione", dal suo elemento maggiormente visibile, era in origine un vero e proprio castrum e come tale è citato in vari documenti a partire dal Duecento.
Si tratta di una torre centrale (mastio) a pianta quadrata alta 23,20 m, realizzata in conci squadrati di varie dimensioni, e internamente suddivisa in cinque piani con impalcati lignei e una cella merlata coperta. Completavano la fortificazione una cortina di mura a pianta quadrata ed un edificio di servizio a pianta rettangolare. Successiva è la seconda cortina di mura, ormai scomparsa, costruita in epoca imprecisata.
Alla fortificazione si accede tramite una spianata che il Cotta descrive come una "piazza muragliata", capace di cinquecento uomini.
Secondo alcuni studiosi dell'inizio del XX secolo la fortificazione sarebbe edificata su preesistente edificio di origine romana, secondo altri l'origine è attribuibile all'epoca longobarda ed edificata su resti più antichi, di cui tuttavia non è emerso alcun elemento concreto.
Gli scavi condotti nel 2005 hanno rilevato che le fondazioni dell'edificio sono collocate direttamente nella roccia scavata per collocarvi dei conci identici a quelli dell'intero edificio smentendo decisamente l'ipotesi di origine romana dell'edificio.

## Storia

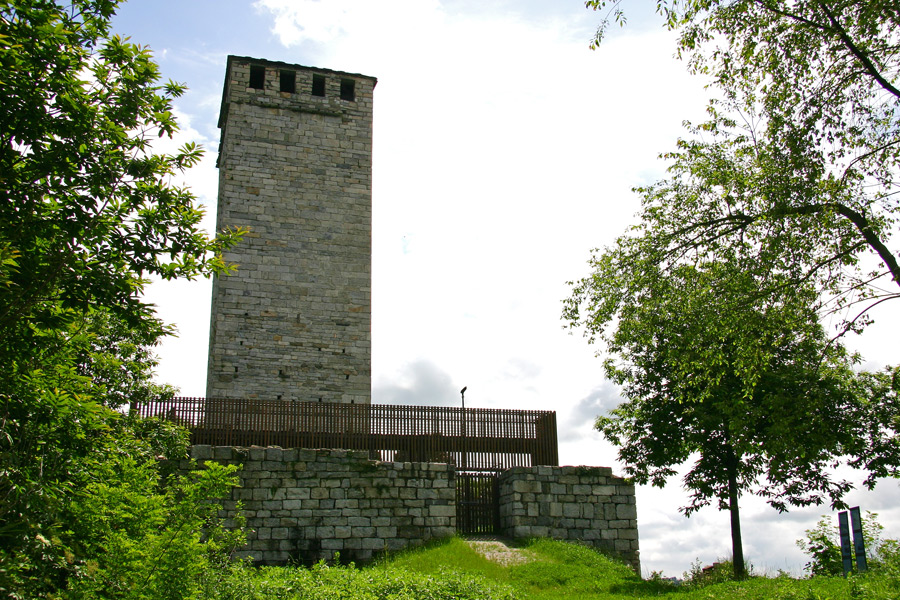
La torre di Buccione

La prima menzione della torre risale ad un documento del 1200 e si tratta di un accordo stipulato nel prato sottostante ("in prato subtus castellum Buzoni") e in presenza del vescovo di Novara Pietro IV tra i locali signori da Castello di Crusinallo e il Comune di Novara con il quale si pone fine ad una disputa territoriale.
Nel 1205 è citato come residenza vescovile e in un documento del 1235 ne è attribuita la proprietà al vescovo di Novara.
Quello stesso periodo corrisponde al passaggio della Riviera di San Giulio da mera signoria territoriale a signoria di potere giurisdizionale del vescovo di Novara. In seguito ai tentativi di espansione del Comune di Novara nell'area, culminati con l'edificazione del borgo fortificato di Mesmella a poca distanza dalla torre stessa, il vescovo di Novara Oldeberto Tornielli e il podestà novarese Giordano di Settala accettano l'arbitrato del vicario imperiale Giacomo di Carisio e dell'arcivescovo di Milano Enrico I da Settala e con sentenza del 25 ottobre 1219 viene riconosciuta la signoria vescovile sulla Riviera.
Il complesso fu probabilmente costruito nel terzo quarto del XII secolo, secondo una datazione avanzata sulla base di confronti tipologici. L'ipotesi che attualmente gode di maggior credito è quella che vuole il castello edificato dai conti Da Castello.
Gli statuti della comunità della Riviera di San Giulio ordinavano che tutti gli uomini validi accorressero in armi al suono della campana della torre. Essa venne comunque aggiunta in un secondo momento, forse poco dopo la costruzione del tetto (che dovette avvenire nel XIV-XV secolo).
Essa, benché rotta, tornò a suonare il 4 novembre 1918 per annunciare la fine della prima guerra mondiale. Da allora venne fatta suonare ogni anno, in occasione della ricorrenza, fino allo scoppio della seconda guerra mondiale, quando venne spostata nel giardino di villa Bossi, municipio di Orta, per timore di eventuali furti. La campana è stata riposizionata sulla torre nel 2005, al termine di importanti lavori di restauro.